# Михалис Гарудис
 Михалис Гарудис  (на гръцки: Μιχάλης Γκαρούδης) е гръцки и български художник.

## Биография
Роден в 1940 година в димотишкото село Булгаркьой, Гърция. При избухването на Гражданската война в страната заедно с други деца бежанци е изпратен в България, където в 1965 година завършва живопис в Художествената академия при проф. Илия Петров. Носител на I награда на изложбата „Приятели на морето“ и „Созопол и морето“. От 1986 година живее и работи в Солун. Картини на художника са притежание на Националната художествена галерия, Софийската градска художествена галерия, художествени галерии в България, музеи и галерии в редица европейски градове, както и в Азия и САЩ и частни колекции. 
Умира от COVID-19 през 2021 година в Солун.